# Ewout van Asbeck
Willem Ewout van Asbeck (* 5. August 1956 in Den Haag) ist ein ehemaliger niederländischer Hockeyspieler, der 1983 Europameister wurde.

## Sportliche Karriere
Der Mittelfeldspieler Ewout van Asbeck bestritt von 1978 bis 1984 108 Länderspiele für die niederländische Nationalmannschaft, in denen er 10 Tore erzielte.
Kurz nach seinem Länderspieldebüt im Juni 1978 kam er in der Vorrunde der Europameisterschaft 1978 in Hannover einmal zum Einsatz. Die niederländische Mannschaft erreichte das Finale, verlor aber dann in der Verlängerung gegen die deutsche Mannschaft. 1980 verpasste Ewout van Asbeck eine Olympiateilnahme wegen des Olympiaboykotts.
1982 bei der Weltmeisterschaft in Bombay erreichten die Niederländer als Gruppenzweite der Vorrunde das Halbfinale und unterlagen dann Pakistan mit 2:4. Das Spiel um den dritten Platz gegen Australien endete nach Verlängerung ebenfalls 2:4. Ewout van Asbeck war in sieben Spielen dabei und erzielte keinen Treffer. Auch 1983 bei der Europameisterschaft in Amsterdam war er in sieben Spielen dabei. Die Niederländer gewannen ihre Vorrundengruppe vor der Mannschaft aus der Sowjetunion. Nach einem 4:1-Halbfinalsieg gegen Deutschland nach Verlängerung trafen die Niederländer im Finale erneut auf die sowjetische Mannschaft. Am Ende der regulären Spielzeit stand es 2:2 und nach der Verlängerung 4:4. Die Niederländer siegten schließlich im Siebenmeterschießen. Zum Abschluss seiner internationalen Karriere nahm Ewout van Asbeck 1984 an den Olympischen Spielen in Los Angeles teil. Er wurde in vier von sieben Spielen eingesetzt und erzielte gegen die Briten einen Treffer. Am Ende des Turniers belegten die Niederländer den sechsten Platz.
Ewout van Asbeck spielte beim HC Klein Zwitserland in Den Haag und war mit dieser Mannschaft mehrfach niederländischer Meister. Er ist der jüngere Bruder von Peter van Asbeck.